# Homer Martin Adkins
Homer Martin Adkins, né le 15 octobre 1890 à Jacksonville (États-Unis) et mort le 26 février 1964 à Malvern (États-Unis), est un pharmacien, homme d'affaires et homme politique américain.
Membre du Ku Klux Klan et du Parti démocrate, il est gouverneur de l'Arkansas de 1941 à 1945.
Candidat au poste de sénateur des États-Unis lors des élections de 1944 (en), il est battu par son rival J. William Fulbright lors de la primaire démocrate (en)

## Biographie
Il est né près de Jacksonville, dans le comté de Pulaski, de Ulysses et Lorena (née Wood) Adkins. Il est diplômé du lycée de Little Rock en 1907 et du Draughon's Business College en 1909. Adkins commence à travailler à la Snodgrass & Bracy Drug Company en 1910 et obtient son diplôme de pharmacien à la faculté de pharmacie de Little Rock en 1911. Le conseil de pharmacie de l'État de l'Arkansas lui accorde une autorisation spéciale d'exercer pendant les six mois qui précèdent son 21e anniversaire.
Adkins commence à étudier le droit en 1915, mais s'engage dans l'armée américaine pendant la Première Guerre mondiale. Il passe du statut de simple soldat à celui de capitaine dans le Medical Corps. Adkins est élu secrétaire du Young Men's Democratic Club en 1916. Au camp Beauregard, Adkins rencontre sa future épouse Estelle Smith; ils se marient le 21 décembre 1921. Smith est une infirmière de la Croix-Rouge de l'armée américaine, et tous deux sont plus tard stationnés en France dans le cadre de l'American Expeditionary Force.

## Sources
- (en) Cet article est partiellement ou en totalité issu de l’article de Wikipédia en anglais intitulé « Homer Martin Adkins » (voir la liste des auteurs).